# 에프시큐어
에프시큐어 코퍼레이션(F-Secure Corporation)은 핀란드의 보안 소프트웨어 기업으로, 본사는 헬싱키에 위치해 있다. F-시큐어는 헬싱키 증권 거래소에서 상장기호 FSC1V로 거래되고 있다.
F-시큐어는 F-시큐어 인터넷 시큐리티 제품 등으로 안티바이러스 산업에서 다른 보안 업체들과 경쟁하고 있다.
F-시큐어 랩 웹로그는 글로벌 인터넷과 모바일 보안 위협을 추적, 분석하고 있다.
F-시큐어는 2003년과 2006년 "핀란드에서 가장 일하기 좋은 기업" 중의 하나로 선정되었다.

## 같이 보기
- 인터넷 보안
- 바이러스 검사 소프트웨어 목록

## 참조
1. 1 2 3 4  “F-Secure Financial Key Figures”. 2014년 11월 14일에 원본 문서에서 보존된 문서. 2015년 11월 13일에 확인함.
2. ↑  “F-Secure Weblog: News from the Lab”. F-secure.com. 2012년 9월 23일에 확인함.
3. ↑  “Great Place to Work® Finland”. Greatplacetowork.fi. 2012년 2월 1일에 확인함.